# John Ulric Nef (Chemiker)
John Ulric Nef (* 14. Juni 1862 in Herisau als Johann Ulrich Nef; † 13. August 1915 in Carmel-by-the-Sea) war ein schweizerisch-US-amerikanischer Chemiker. Er gilt als einer der Begründer der organischen Chemie in den Vereinigten Staaten. Er entdeckte die nach ihm benannte Nef-Reaktion.

## Biografie
Nef folgte 1866 mit seiner Mutter und seinem Bruder dem Vater in die USA. Er nahm 1884 ein Chemiestudium an der Harvard-Universität auf. Dort erhielt er ein Auslandsstipendium, mit dem er schon 1886 bei Adolf von Baeyer promoviert wurde. Er kehrte 1887 in die USA zurück und lehrte an der Purdue University. Er wechselte an die Clark University in Worcester, wo er 1892 als Nachfolger von Arthur Michael berufen wurde. Nach Auseinandersetzungen an der Universität übernahm er jedoch eine Professur an der University of Chicago, an der er bis zu seinem Tode lehrte.
Nef arbeitete insbesondere auf dem Gebiet der Isonitrile, Fulminate und Chinone. Ende des 19. Jahrhunderts sagte er die Existenz von Carbenen wie Methylen voraus.
1891 wurde er in die American Academy of Arts and Sciences gewählt, 1904 in die National Academy of Sciences.